# OT Port Świnoujście
OT Port Świnoujście – spółka prowadząca działalność eksploatacyjno-handlową w porcie morskim Świnoujście, należąca od 2008 r. do grupy kapitałowej OT Logistics.
Do 2015 r. przedsiębiorstwo nosiło nazwę Port Handlowy Świnoujście.

## Baza handlowa
Spółka prowadzi podstawową działalność przeładunkową w porcie morskim Świnoujście, gdzie zajmuje cztery nabrzeża, o łącznej długości 1655 m tj. Nabrzeże Portowców (dzierżawione przez Bunge Polska sp. z o. o.), Nabrzeże Górników, Nabrzeże Hutników oraz Nabrzeże Chemików.
Baza handlowa spółki położona jest na wyspach Wolin i Uznam u ujścia cieśniny Świny.

## Przeładunek
Główne rodzaje towarów obsługiwanych przez port:
- węgiel
- rudy żelaza
- kruszywo
- ciekły pak
- zboże
- stal
- kontenery